# 弗里莫峰
84°17′S 164°20′E / 84.283°S 164.333°E
弗里莫峰（英語：Fremouw Peak）
是南極洲的山峰，位於沙克爾頓海岸，海拔高度2,550米，屬於亞歷山德拉皇后山脈的一部分，處於普雷布爾冰川終點南面，以美國研究隊的極光科學家命名。